# Harpactocrates meridionalis
Harpactocrates meridionalis es una especie de araña araneomorfa del género Harpactocrates, familia Dysderidae. Fue descrita científicamente por Ferrández & Martin en 1986.
Se distribuye por España. El cuerpo del macho mide aproximadamente 10 milímetros de longitud y el de la hembra 10-12 milímetros. Se ha encontrado a altitudes de hasta 1350 metros.